# Piazza Castelnuovo

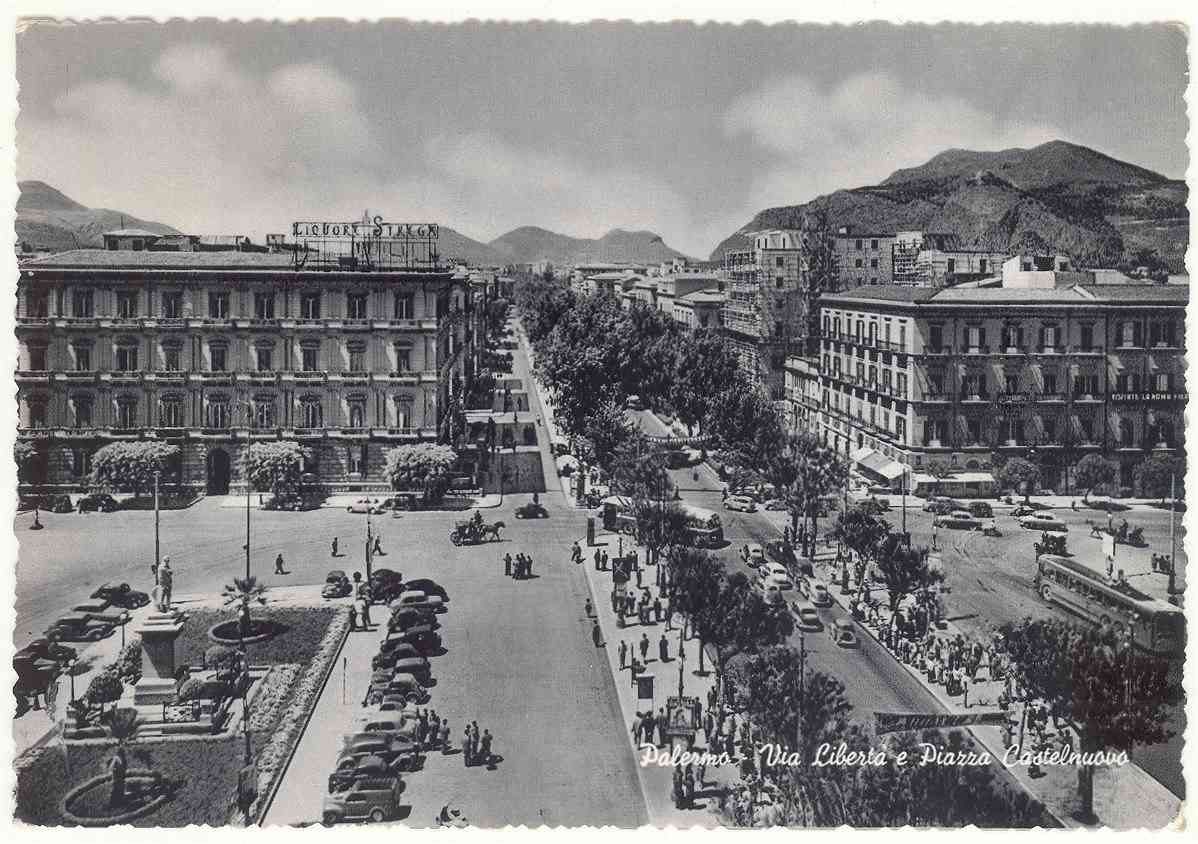
Piazza Castelnuovo e via Libertà nel 1956.

Piazza Castelnuovo è una delle piazze principali di Palermo.
Prende il nome dalla statua che raffigura Carlo Cottone, principe di Castelnuovo, scolpita da Domenico Costantino su un basamento progettato dall'architetto Giovan Battista Palazzotto (1868). Insieme all'adiacente piazza Ruggero Settimo forma un unico ampio spazio, comunemente chiamato "Piazza Politeama", dall'omonimo teatro che domina la piazza. La piazza si trova alla fine di Via Libertà ed all'inizio di via Ruggero Settimo, lungo l'asse principale della città. Da quando lo sviluppo della città si è concentrato nell'area a Nord questa piazza è diventata il centro nevralgico cittadino, luogo di incontro e vetrina della città, grazie alla sua grande estensione.

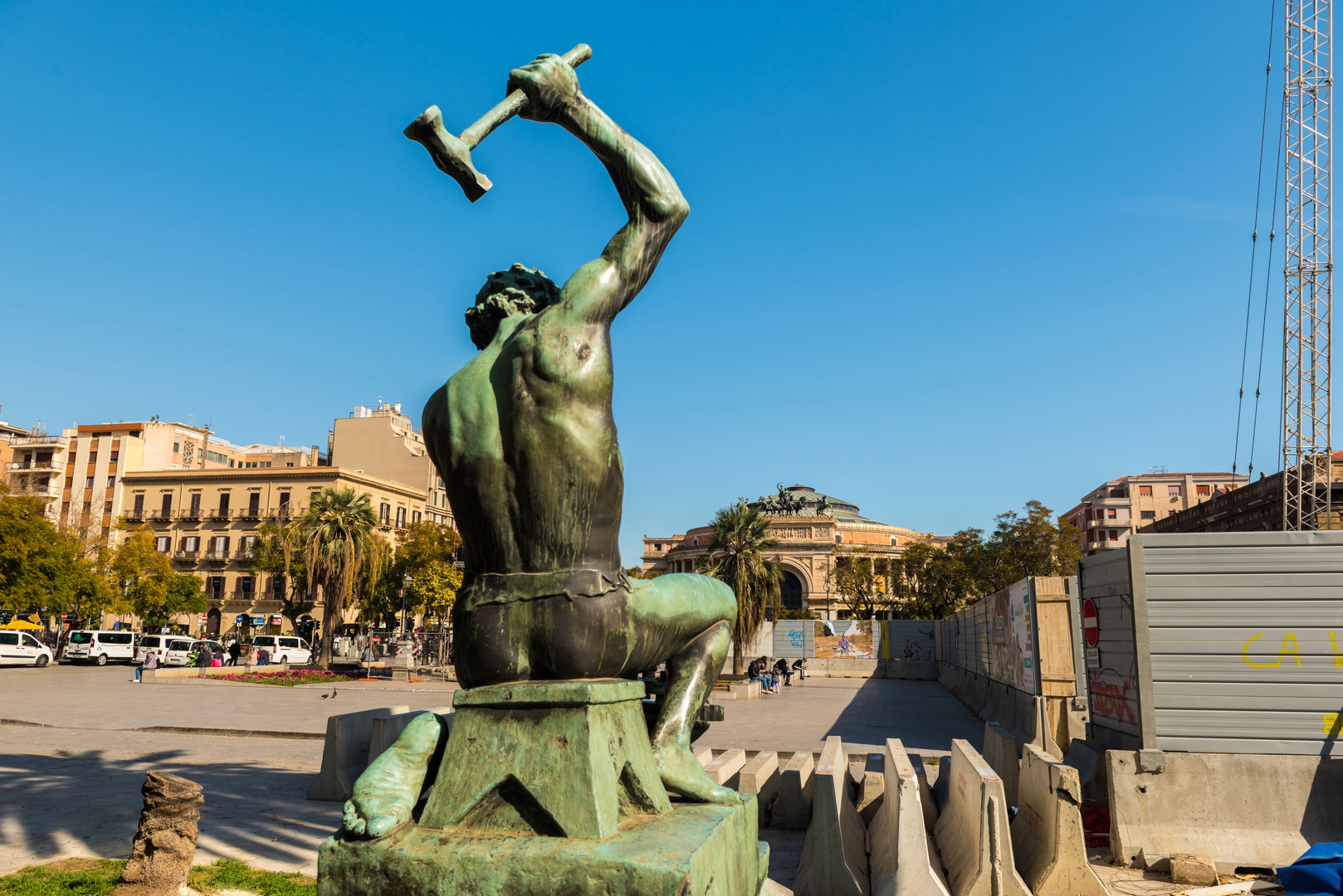

Nel 2001 la piazza è stata ristrutturata e modificata, con ampie superfici che sono diventate pedonali grazie a 9 000 metri quadrati di pavimento rialzato in pietra di Billiemi, con 2 000 piccoli punti luce incastonati nella pavimentazione. All'interno della piazza si trova un Palchetto della Musica, mentre nella contigua piazza Ruggero Settimo è visibile la statua, in marmo di Carrara, il cui piedistallo è circondato da una pregevole cancellata, di Ruggero (o Ruggiero) Settimo – Fitalia – Giarratana, scolpita dal neoclassicista Benedetto De Lisi e lì eretta il 12 Gennaio 1865.